# Dunsany Castle
Dunsany Castle (irisch Caisleán Dhún Samhnaí) ist eine modernisierte, normannische Niederungsburg beim Weiler Dunsany zwischen Trim und Dunshaughlin im irischen County Meath. Hugh de Lacy ließ 1180 oder 1181 mit dem Bau der Burg beginnen; er beauftragte auch den Bau des nahegelegenen Killeen Castle und des Trim Castle. Dunsany Castle ist vermutlich Irlands am längsten durchgängig bewohntes Gebäude, das der Familie Cusack und deren angeheiratete Nachfahren, den Plunketts, bis heute gehört. Die Burg ist von einem Landgut umgeben, dem Kerngebiet der früher ausgedehnten Ländereien. Dort finden sich eine historische Kirche, die heute noch benutzt wird, ein eingefriedeter Garten, ein Bauernhof, ein Eishaus und verschiedene Wohnhäuser und andere Gebäude.

## Geschichte
Die Burg wurde vermutlich als Ersatz für eine einfache Motte in den Jahren 1180–1200 errichtet, deren Überreste man heute noch rechts und links vor der heutigen Burg sehen kann. Die Fundamente der unteren Teile der vier Haupttürme hält man für aus dieser Zeit, ebenso wie einige Räume im Inneren, z. B. eine alte Küche. Allerdings wurden viele An- und Umbauten an der Burg durchgeführt, besonders im 18. und 19. Jahrhundert; die heutige Burg ist mehr als dreimal so groß wie das ursprüngliche Bauwerk.
Dunsany Castle wurde zusammen mit Killeen Castle von den Cusacks bewohnt, anfangs im Auftrag der Lacys, und fiel Anfang des 15. Jahrhunderts durch Heirat an die Plunketts. Ursprünglich lagen Dunsany Castle und Killeen Castle auf einem gemeinsamen Anwesen, aber die Plunketts vermachten Killeen Castle an ihren älteren Sohn und Dunsany Castle an ihren jüngeren, Christopher, woraufhin das Anwesen geteilt und Dunsany Castle in der Familie der Barone von Dunsany weitervererbt wurde. Diese besaßen das neue Anwesen fast ohne Unterbrechung, mit Ausnahme der Zeit der Rückeroberung Irlands: Die damalige Lady Dunsany verteidigte die Burg gegen einen ersten Angriff von Cromwells Truppen, aber später wurde die Familie vertrieben und einige Mitglieder starben auf dem Weg nach Connacht. Sie waren Cousins des Heiligen Oliver Plunkett.
Die Ländereien von Dunsany wurden mit der Durchführung der Land Acts Ende des 19. und Anfang des 20. Jahrhunderts verkleinert, aber die Burg war weiterhin von ihrem ursprünglichen Landgut umgeben und einige weitere Grundstücke verblieben auch beim Anwesen, einige davon anschließend an das Landgut, andere weiter entfernt.
Ein Großteil der Werke des Schriftstellers Lord Dunsany entstanden auf der Burg, insbesondere in einem Zimmer in einem der Türme. Der Schriftsteller beauftragte 1910 den Bau eine zweistöckigen Anbaus auf einer Seite hinten an der Burg. 1914 entstand dieser Anbau im Arts-and-Craft-Stil und enthält ein Billardzimmer, zwei Schlafzimmer und weitere Einrichtungen.
Das Witwenhaus und sein Anwesen wurden in der zweiten Hälfte des 20. Jahrhunderts verkauft.
Seit den 1990er-Jahren wurden Arbeiten mit begleitender Publicity ausgeführt, um einige Häuser der Dunsanys auf dem Landgut, in der Siedlung und in Trim zu restaurieren.
Die andere Burg der Familie, die größte in Irland, aber eine Ruine, Trim Castle, wurde in den 1990er-Jahren an den Staat übertragen.

## Beschreibung
Die Burg betritt man durch eine Vorhalle und eine Lobby mit gestalteter Stuckdecke. Die Lobby öffnet sich in ein zentrales Treppenhaus, in dem es die Haupttreppe und eine gewölbte Decke gibt, und in eine private Nebenhalle. Im Erdgeschoss befindet sich der große Speisesaal mit Porträts der verstorbenen Familienmitglieder, das frühere Verwaltungsbüro des Anwesens und ein schönes Billardzimmer im Arts-and-Craft-Stil. Ebenfalls findet man im historischen Kern der Burg, von einem zentralen Korridor abgehend, die alte Küche und eine modernere Version der Küche, eine Flucht von Schlafzimmern, sowie weitere Räume. Der Korridor wiederum bildet die Verbindung zu den Gebäuden im Innenhof der Burg mit Wohnräumen und der Galerie des späteren 20. Lord Dunsany.
Im ersten Obergeschoss der historischen Burg liegen die Bibliothek und ein Salon mit Stuckarbeiten von Stapleton aus dem Jahre 1780. Die Bibliothek, an der der James Shiel gearbeitet haben könnte, ist in neugotischem Stil gehalten und hat eine „Bienenwaben“decke. Ebenfalls in diesem Geschoss befindet sich eine Nebentreppe, auf der früher ein Priesterloch zum Verstecken katholischer Geistlicher eingebaut war. Im zweiten Obergeschoss sind schmucke Schlafzimmer eingebaut, einige davon mit angegliederten Badezimmern; das Paradeschlafzimmer besitzt auch einen Ankleideraum. Eines der Schlafzimmer soll von Geistern heimgesucht werden.

## Landgut

### Mauern, Eingänge und Lodgen

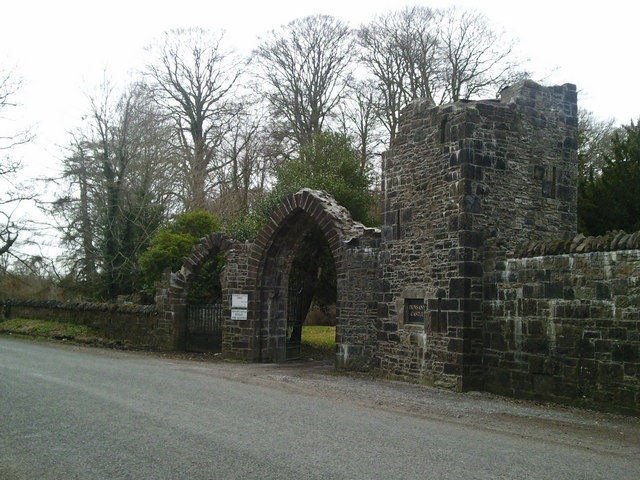
Einfahrt zu Dunsany Castle gegenüber dem Pilgerkreuz.

Das Landgut ist von einer Trockenmauer umgeben, die zum größten Teil während der großen Hungersnot als Hilfswerk gebaut wurde.
Der Haupteingang zum Anwesen, gegenüber einem mittelalterlichen Pilgerkreuz, sieht aus wie eine gotische Ruine, ist aber ein Nachbau, in den eine Torhaus-Lodge eingeschlossen ist. Er ist mit einem soliden, schwarzen Metalltor versehen. Direkt hinter dem früheren Verwalterhaus, eine eigenartigen, tiefer gelegten Gebäude, und direkt westlich der öffentlichen Straße befindet sich die Zufahrtsstraße zum Bauernhof des Landgutes.
Der frühere Haupteingang, der zu einer langen Allee führt, die den Ankommenden die Burg plötzlich erscheinen lässt, hat eine Turm-Lodge und hohe, weiße Tore. Ein weiterer Eingang bei der Dunsany Bridge über den Skane besitzt eine eigenartige Lodge aus schwarzen Steinen, die in den 1990er-Jahren von Wandalen beschädigt wurde.

### Nikolauskirche („The Abbey“)
Die Kirche St. Nikolaus von Myra, die auch „The Abbey“ (dt.: Das Kloster) genannt wird, wurde in den 1440er-Jahren anstelle einer früheren Kirche aus dem Jahr 1305 errichtet. Heute gilt sie als National Monument mit Resten von Emporen und Wohnräumen; im Inneren und darum herum liegen Gräber von Familienmitgliedern und örtlichen Einwohnern, darunter auch das des 20. Lord Dunsany. Die Kirche wird heute nicht mehr genutzt, aber es gibt eine neue Kirche beim Weiler Dunsany. Die alte Kirche ist noch geweiht und Anfang der 2000er-Jahre wurde unter einem Zeltdach dort vom Bischof von Meath eine Hochzeitsmesse zelebriert.

### Eingefriedeter Garten
Auf dem Landgut gibt es einen großen, eingefriedeten Garten mit einer Fläche von über 1,2 Hektar, in dem heute noch Obst und Gemüse für das Anwesen gezogen werden. In die Mauern des Gartens ist ein Gärtnerhaus eingebaut, in dem früher der Chefgärtner wohnte. In der Nähe gibt es noch aktive Bienenstöcke.

### Weitere Gebäude
Ebenfalls auf dem Landgut liegt ein aus Stein gebauter Bauernhof mit Stallhof, einem Eishaus und einem Brunnen. Auf dem Stallhof gibt es ein Wohnhaus und mindestens ein ruinöses Bauernhaus in der Nähe der Mauern.
Mounds auf beiden Seiten der Burg sollen einmal eine Zwillingsmotte gewesen sein; der 19. Lord Dunsany ist in einem der Mounds begraben.
Vor der Burg liegt eine Rasenfläche mit einem Ha-ha-Graben und danach beginnen die Felder des Anwesens. Unter einer der Straßen verläuft ein Weg in einem Tunnel, auf dem die Bediensteten unbesehen vom eingefriedeten Bauernhof zu den Feldern gelangen konnten.
Viele der Felder des Landgutes haben historische Namen.

### Ländereien
Die Ländereien bestehen aus einer Mischung von Feldern, Sumpfland und lichtem Mischwald. Im hinteren Teil des Landgutes, entlang der alten Eisenbahnlinie von Dublin nach Navan, verläuft der Fluss Skane, ein Nebenfluss des Boyne.

## Zugang
Da es sich um ein privates Anwesen handelt, ist der Zugang nur nach vorheriger Erlaubnis möglich. Die Burg kann an bestimmten Tagen des Jahres in kostenlosen geführten Touren, häufig von Familienmitgliedern abgehalten, besichtigt werden.

## Trivia
Burg und Landgut wurden für Filmaufnahmen genutzt, z. B. für den Film Braveheart (z. B. die Hochzeitsszene in der Kirche St. Nikolaus), ebenso wie 2002 für die Neuverfilmung von The Magnificent Ambersons.